# Gideon C. Moody
Gideon C. Moody (Cortland, 1832. október 16. – Los Angeles, 1904. március 17.) az Amerikai Egyesült Államok szenátora (Dél-Dakota, 1889–1891).